# Herb Sieradza

Wersja obowiązująca do 2024

Herb Sieradza – jeden z symboli miasta Sieradz w postaci herbu.

## Wygląd i symbolika
Herb przedstawia w polu czerwonym otwartą bramę w zamku, z trzema blankowanymi wieżami. Nad środkową, najniższą wieżą znajduje się orzeł srebrny. 
Biały orzeł na czerwonym tle był typowym elementem herbowym stosowanym w Polsce przedrozbiorowej przez miasta królewskie. Elementy architektoniczne to popularne godło miejskie w ogólności.

## Historia
Herb pochodzi z XIV w. Jego najwcześniejsza obecność na dokumencie wystawionym w Wieluniu pochodzi z 2 czerwca 1435 roku.
Obecnie obowiązująca wersja herbu miasta została ustanowiona uchwałą Rady Miejskiej z dnia 12 grudnia 2024.